# Jef Demuysere

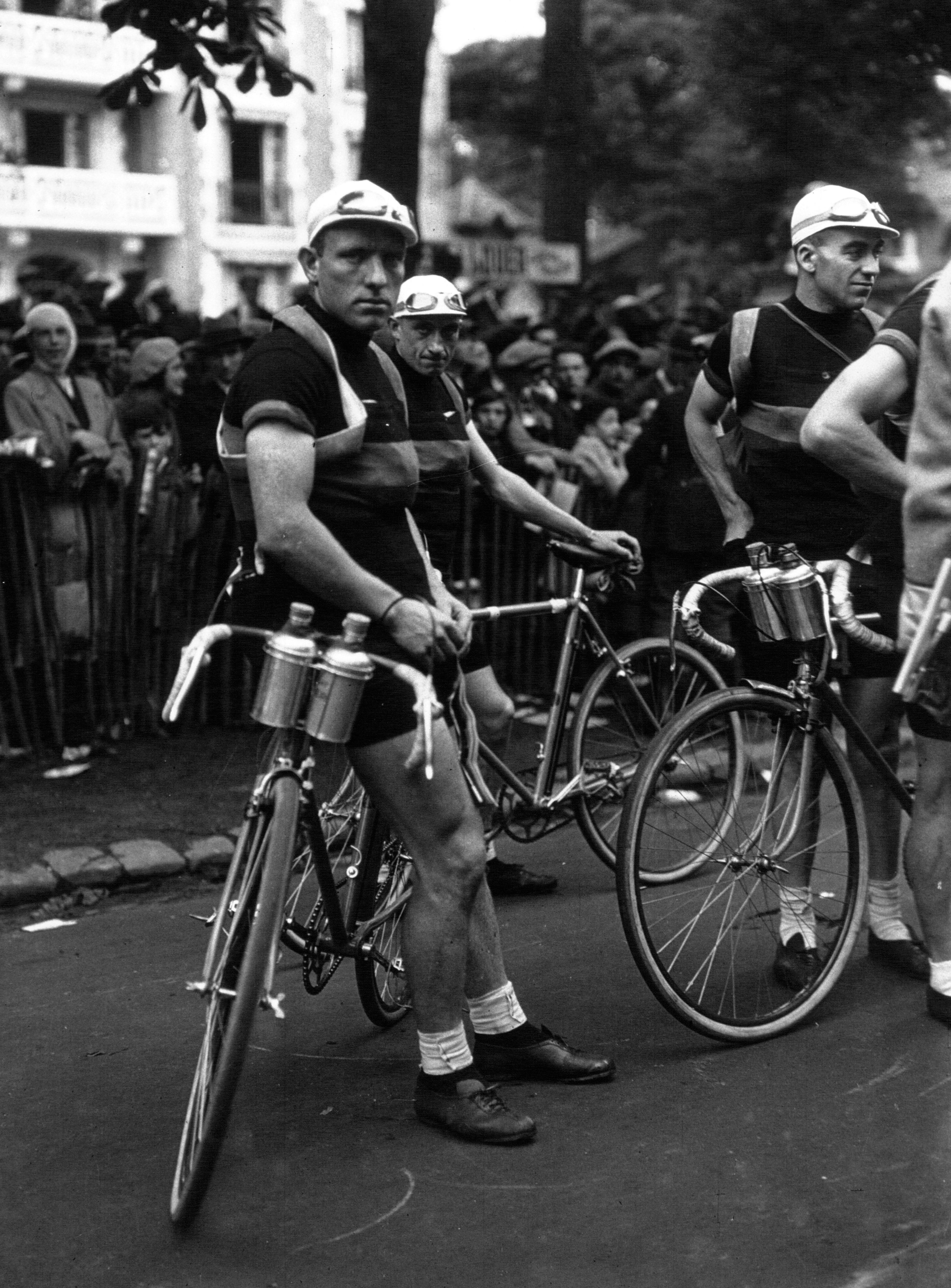
Jef Demuysere al Tour de França de 1932.

Jef Demuysere (Wervik, 22 d'agost de 1907 - Anvers, 2 de maig de 1969) és un ciclista belga que fou professional entre 1928 i 1938, que va guanyar catorze 14 curses. Destaquen les seves bones actuacions a les Grans Voltes. Al Tour de França va finir dues vegades tercer de la classificació general, el 1929 i 1930 i una segon (1931), a banda de guanyar tres etapes; mentre que al Giro d'Itàlia ho feia dues vegades en segona posició (1932, 1933). El 1934 guanyà la Milà-San Remo.
A la ciutat de Wervik, un monument de bronze i un carrer recorda el fill predilecte, títol que va rebre pòstumament el 2007.

## Palmarès
- 1926
  - 1r de la París-Arràs
- 1927
  - 1r del Tour des Flandres dels Independents
- 1929
  - 1r de la París-Longwy
  - 1r del Gran Premi de Lilla
  - 1r a Wervik
  - Vencedor d'una etapa al Tour de França
- 1930
  - 1r del Circuit de Morbihan
- 1931
  - 1r del Tour de Flandes
  - Vencedor de 2 etapes al Tour de França
- 1932
  - Campió de Bèlgica de ciclo-cross
- 1933
  - Vencedor d'una etapa de la Volta a Catalunya
- 1934
  - 1r de la Milà-San Remo
- 1935
  - 1r del Premi de Poperinge

## Resultats al Tour de França
- 1929. 3r de la classificació general i vencedor d'una etapa
- 1930. 3r de la classificació general
- 1931. 2n de la classificació general i vencedor de dues etapes
- 1932. 8è de la classificació general

## Resultats al Giro d'Itàlia
- 1932. 2n de la classificació general
- 1933. 2n de la classificació general
- 1934. 11è de la classificació general
- 1935. 40è de la classificació general